# Лаврентій Чернігівський
Схиархимандрит Лаврентій (в миру Лука Овсійович Проскура; 1868, Карильське, Кролевецький уїзд, Чернігівська губернія— 19 січня 1950, Чернігів) — священнослужитель православної церкви. 
В радянський період, а також під час Другої світової війни належав до православ’я, які не визнавалися Московською патріархією.
У 1993 році на Архієрейському Соборі Української православної церкви схиархімандрит Лаврентій був прославлений серед святих в лику преподобних. Пам'ять — 29 грудня.

## Біографія
Народився в селі Карильске Чернігівської губернії в 1868 році в бідній родині. Батько Луки рано помер, мама ж його була немічною і часто хворіла. Мав гарний голос; співав у церковному хорі. Навчався у початковій земській школі, яку закінчив у 13 років, і був залишений помічником учителя. У місті Коропі познайомився з колишнім регентом імператорського хору, який оцінив здібності юнака і став навчати його регентскому мистецтва; освоїв гру на скрипці. Після повернення додому став регентом свого хору. Навчився шиттю і своєю працею почав заробляти, щоб допомагати родині; до 17 років став професійним кравцем.
По смерті його матері вирішив піти в монастир, але старший брат Варфоломій наполіг, щоб він не залишав сім'ю. Зі своїм другом юності Симеоном ходив пішки в Київ до старця Іони, щоб той благословив отримати духовну освіту. Але старець Іона сказав їм: «Ваша семінарія при вас» — і не благословив. Разом з Симеоном їздив на Афон, де зупинявся в Пантелеимоновом монастирі. В цьому монастирі на Афоні подвизалося п'ятеро односельців прп. Лаврентія з села Карильске. Після наполегливих прохань Симеон був прийнятий до числа братії Афонського Пантелеймонового монастиря. А Луці один з афонських старців сказав: «Їдь на батьківщину, ти там будеш потрібен».
У 1912 році, на 45-му році життя, Лука був пострижений у чернецтво з ім'ям Лаврентій. Через два роки був висвячений у ієродиякона, у 1916 році — у сан ієромонаха.
Під час обновленського розколу отець Лаврентій рішуче став на бік Патріарха Тихона.
У 1930 році, після закриття храму, перейшов на нелегальне становище. Приєднавшись до руху «непоминающих», в 1936—1937 рр. проходив по слідчій справі про належність до антирадянського підпілля «Істинно-Православної Церкви» на Чернігівщині. Справу вів НКВС по Чернігівській області. Був катований, в рамках слідчої справи, по якій була заарештована ціла група чернігівського духовенства, хотіли відправити в концтабір на виправні роботи і о. Лаврентія, проте у зв'язку з сімдесятирічним віком був відпущений, що зафіксовано в протоколі слідства. У 1930—1942 роки таємно служив вдома, обладнавши у погребі таємний храм і беручи духовних дітей ночами. Після заняття Чернігова німецькими властями під час війни організував дві чернечі громади: чоловічу (35 осіб) і жіночу (70 осіб). Остання розмістилася в Чернігівському Троїцькому монастирі, де на Великдень 1942 року відкрив храм, що став одним із центрів релігійного життя Чернігівській області.
Після війни знову піддавався гонінням і навіть відмежовувався від служіння. За переданням, о. Лаврентій Чернігівський благословив на служіння майбутнього митрополита всієї України Володимира (Сабодана), який приїжджав до нього в дитинстві зі своєю матір'ю.
Помер 19 січня 1950 року; похований у малому храмі колишнього Чернігівського Троїцького монастиря.

## Шанування і прославлення
Ім'я старця було оточене народним шануванням ще за життя. У 1993 році його мощі були перенесені в Троїцький собор колишнього Троїцького монастиря в Чернігові. 9 (22) серпня 1993 року Освяченим Архієрейським Собором Української православної церкви був прославлений у лику святих в чині преподобного.
Лаврентію Чернігівському приписують безліч прорікань і висловлювань, що одержали поширення в консервативних колах частини православних християн. Їх авторство, за деякими даними, може належати діячеві неканонічного православ'я самозваному схиархієпископу Херувиму (Дегтярю), упоряднику першого життєпису старця. Таку ж думку висловлюють на сайті «Церковні Відомості», що висвітлює історію Істинно-Православної церкви.
3 лютого 2016 року рішенням Архієрейського собору Російської православної церкви був канонізований для загальноцерковного шанування